# Michelberger X Preussische Spirituosen Manufaktur

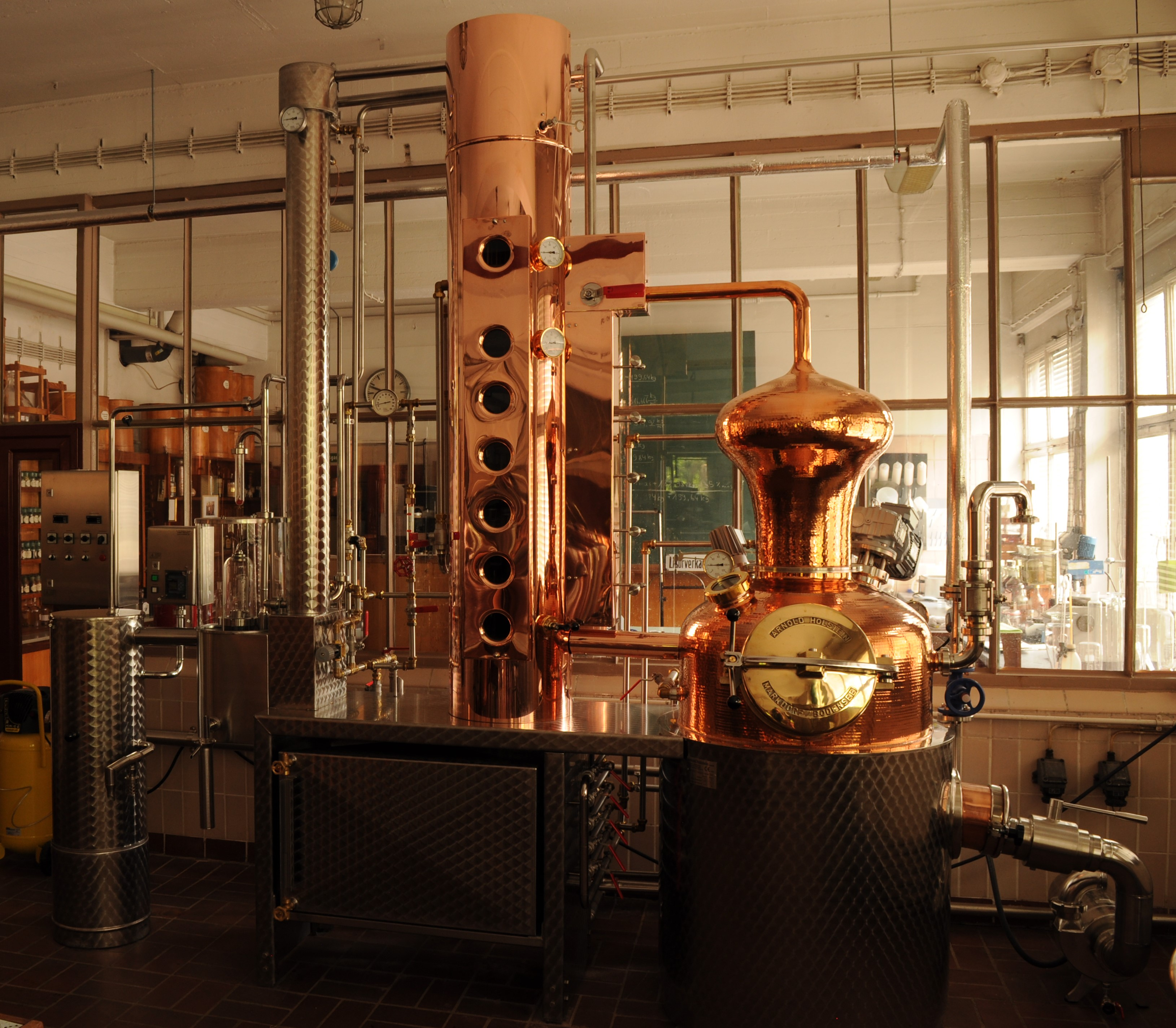
Brennanlage der MXPSM, 2019

Die Michelberger X Preussische Spirituosen-Manufaktur (bis 2022: Preussische Spirituosen Manufaktur) (MXPSM) ist eine Manufaktur für Spirituosen- und Likör-Herstellung im Berliner Ortsteil Wedding und aktives Museum der Versuchs- und Lehranstalt für Spiritusfabrikation (VLSF). Ihr Name leitet sich von der Zugehörigkeit zum Staat Preußen in der Gründungszeit ab.

## Geschichte

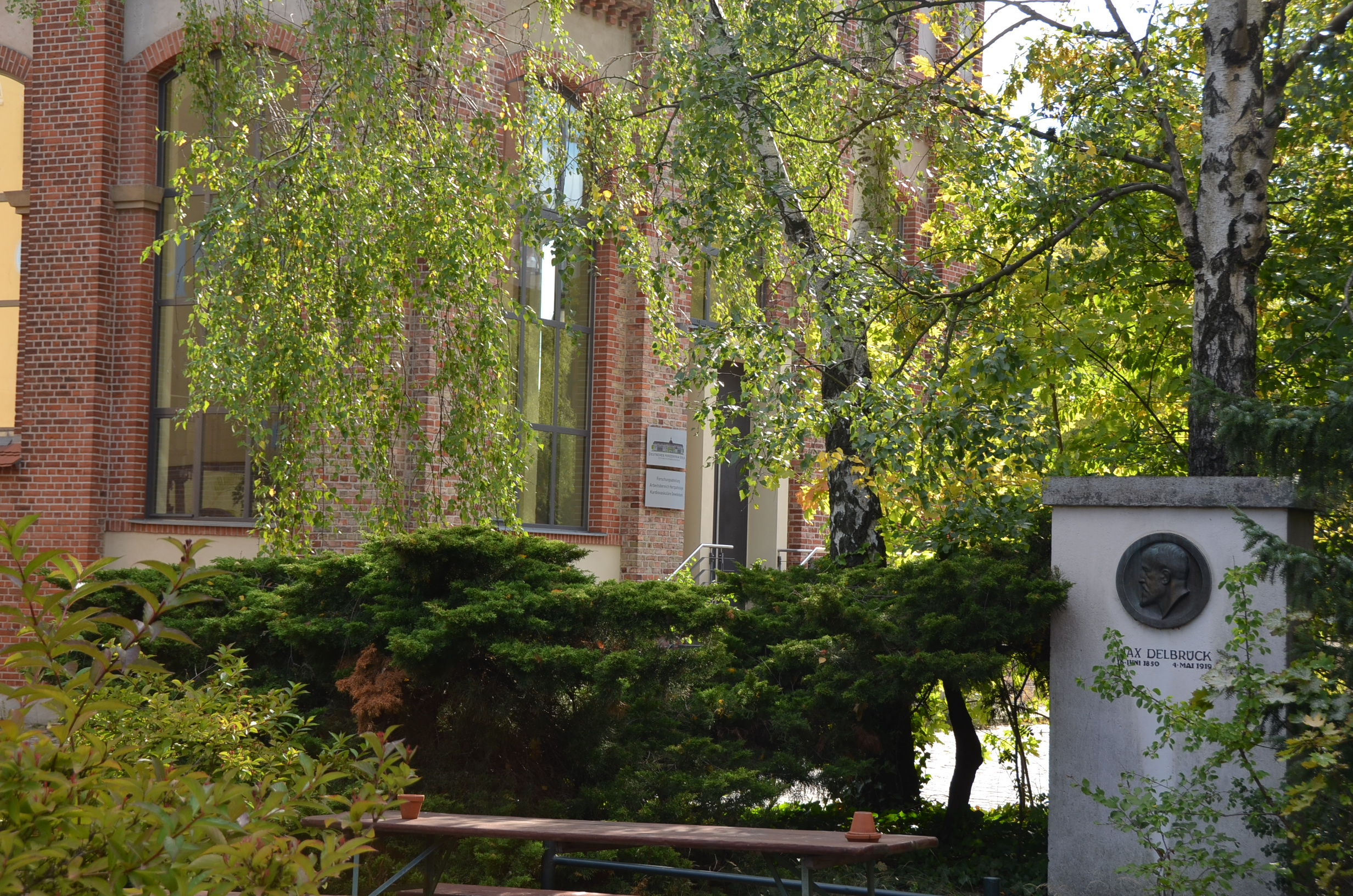
Denkmal für Max Delbrück vor dem aktuellen Zugang zur PSM

Die Preussische Spirituosen Manufaktur wurde am 28. September 1874 als eine Versuchsstation des Instituts für Gärungsgewerbe (IfG) unter Leitung von Max Delbrück in Betrieb genommen. Die Räumlichkeiten befanden sich ursprünglich in einem Gebäude zwischen Invaliden- und Dorotheenstraße. Ein Neubau auf dem Gelände der Landwirtschaftlichen Hochschule erweiterte 1884 die Arbeitsmöglichkeiten.

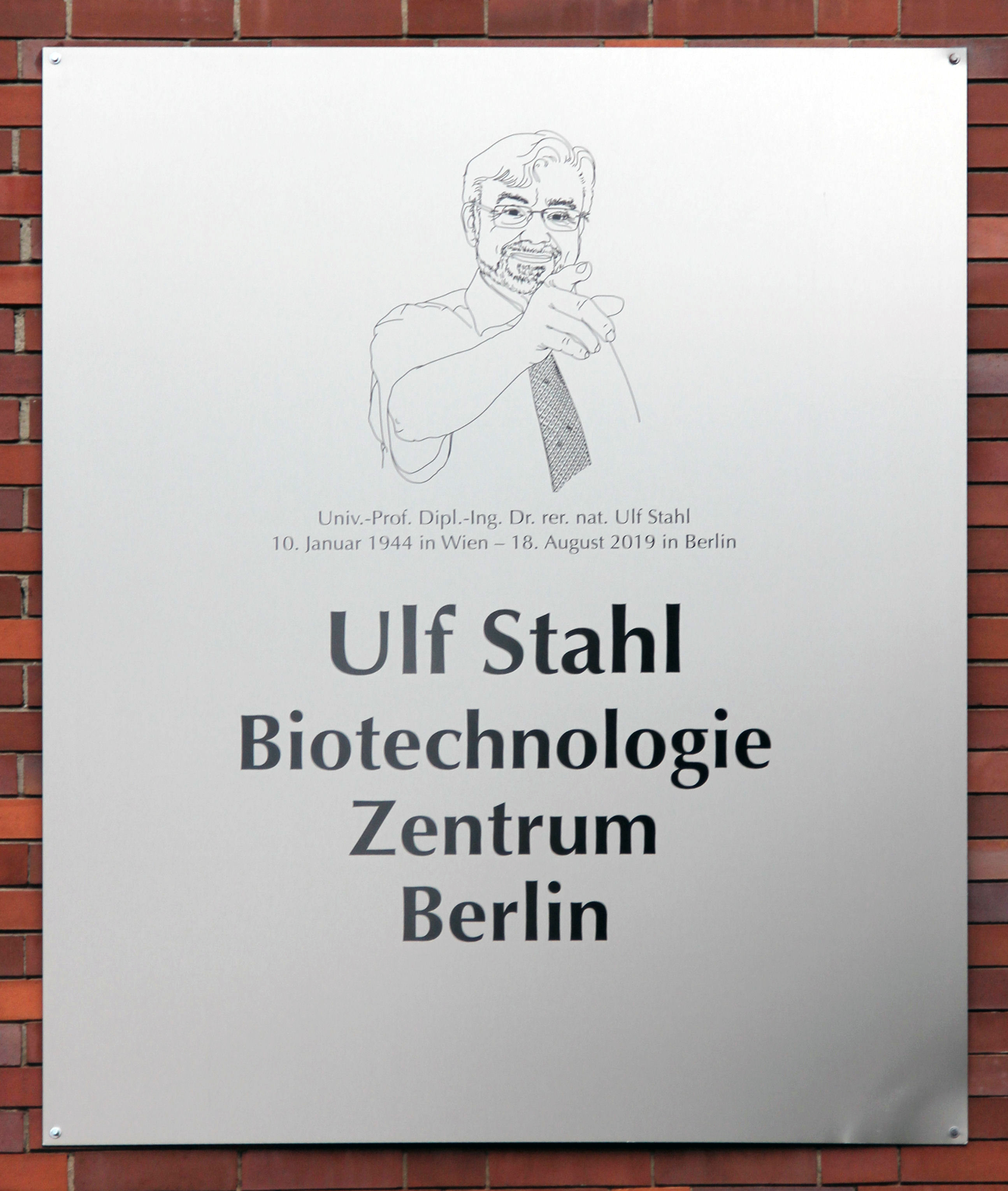
Gedenktafel für Ulf Stahl, Seestraße 13 in Berlin-Wedding

Im Gutsbezirk Plötzensee wurden 1897 Neubauten speziell für die Bedürfnisse des IfG und der mit ihr kooperierenden Einrichtungen geschaffen. Auf dem Gelände an der Seestraße entstanden eine Versuchsbrennerei, in der auch die Preussische Spirituosen Manufaktur ihre Produktionsstätte hatte, eine Versuchsessigfabrik, die Hochschulbrauerei sowie 1901 ein großes Ausstellungsgebäude. Zwischen 1907 und 1909 kamen weitere Stationen für die Trinkbranntwein- und Likörfabrikation hinzu.
Bereits in der Dorotheenstraße wurde auch eine Versuchslikörfabrik betrieben, deren Produkte unter der Marke Preussische Spirituosen Manufaktur auf den Markt kamen. Die hierfür gegründete GmbH setzte nach der Auflösung der VLSF ihre Tätigkeit fort, musste aber 2005 Insolvenz anmelden. Um den Betrieb der Anlagen nicht vollständig aufzugeben, übernahm die als VLB-Dienstleister bereits bestehende Höbbel & Pukownick GmbH die Weiterführung. Die Produktion organisierten nun der emeritierte TU- und IfG-Professor Ulf Stahl und der Diplom-Hotelier Gerald Schroff. 2009 wurde von der Höbbel & Pukownick GmbH der PSM-Bereich wieder ausgegliedert und an die Schroff & Stahl GbR übergeben.
Nach den Zerstörungen im Ergebnis des Zweiten Weltkriegs entstand im Gebäuderest der Alten Mälzerei eine neue Versuchslikörfabrik, deren Fassaden neu verklinkert wurden. Die Fortsetzung der Versuchslikörherstellung wurde erst in den 1950er Jahren durch den Einsatz von Ernst Dobislaw (1903–1984) wieder möglich.
Im Hinblick auf die sich abzeichnende Aufhebung des Branntweinmonopols stellte das Management 2001 den Brennereibetrieb ein und die Versuchs- und Lehranstalt für Spiritusfabrikation löste sich 2002 unter Durchführung eines Insolvenzverfahrens auf. Die Versuchs- und Lehranstalt für Brauerei übernahm nun alle Aktiva.
Eine neue Brennanlage von der Firma Arnold Holstein wurde im Mai 2019 installiert.

## Ausbildung
Das IfG nutzt in Kooperation mit der IHK Berlin die Räumlichkeiten der PSM für die Prüfungen zum Destillateurmeister. Dies ist die einzige derartige Qualifizierungsmöglichkeit in Deutschland.
Im Mai 2017 schloss die VLB mit den beiden Betreibern der PSM, Ulf Stahl und Gerald Schroff, einen langfristigen Kooperationsvertrag, um die Aus- und Weiterbildung von Brennern und Destillateuren zu verbessern und zu sichern. Dazu wird auch wieder eine Brennerei eingerichtet.

## Unternehmen

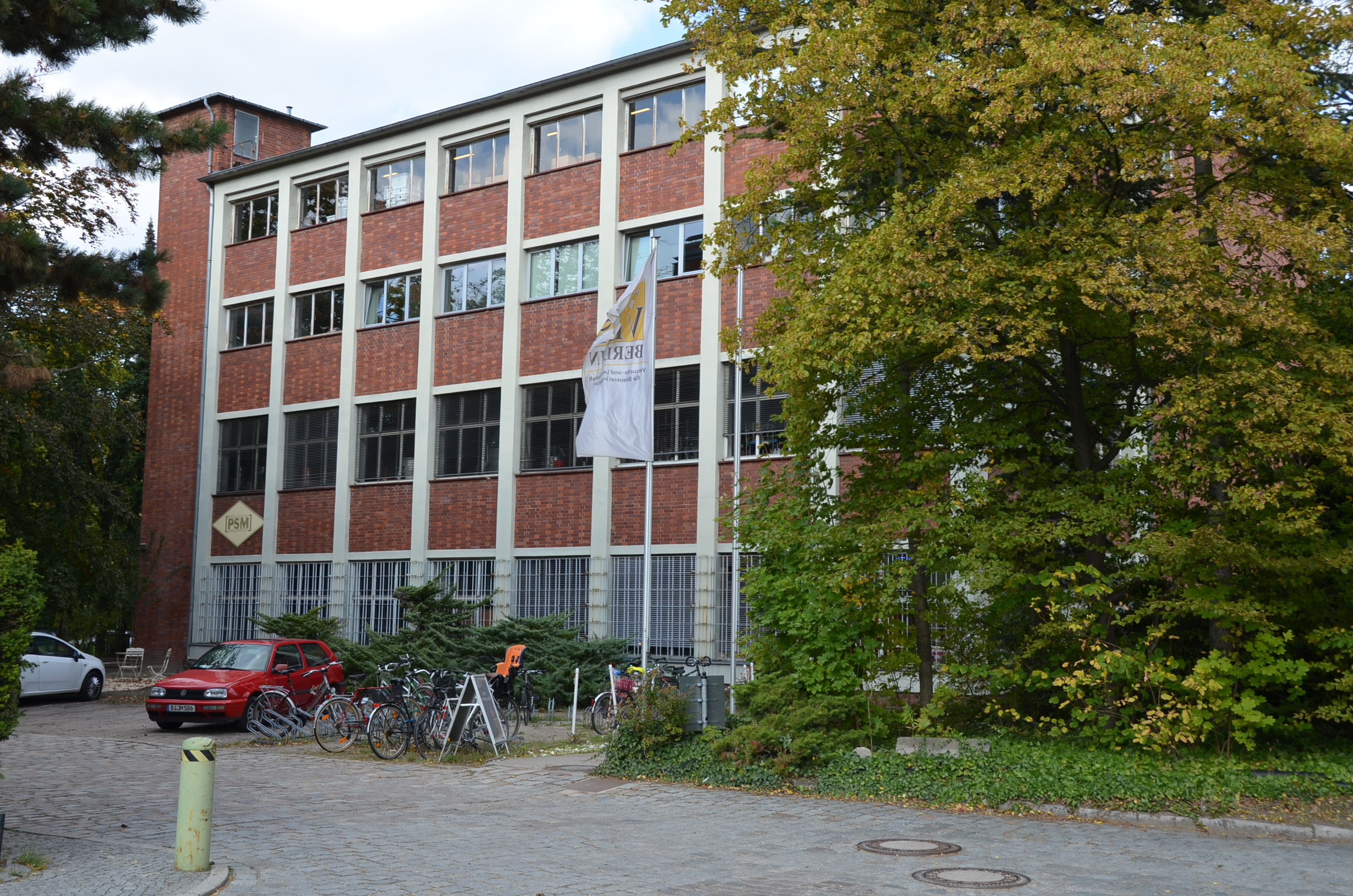
Biotechnologiezentrum Berlin,
Sitz der Preussischen Spirituosen Manufaktur

Seit Sommer 2021 betreibt die Michelberger Gruppe die Preussische Spirituosen Manufaktur.

### Produkte

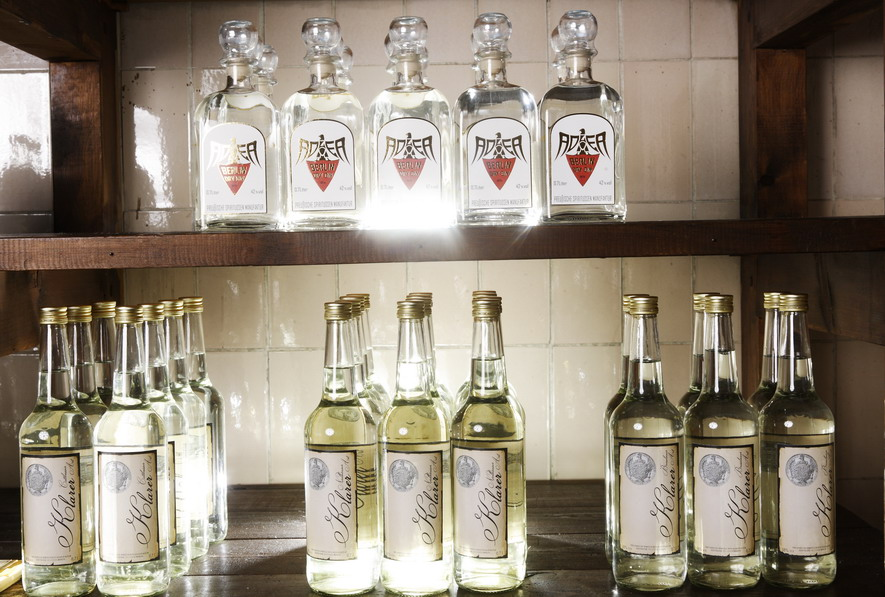
Klarer und Adler Dry Gin

Die Manufaktur beruft sich auf die Gründungen und Entwicklungen in Verantwortung von Max Delbrück und nahm dessen Likör- und Spirituosen-Marken in ihr Sortiment wieder auf.
Adler-Spirituosen
Die Adler Spirituosen waren die erste eigenständige Spirituosenmarke, die insbesondere durch Adler Gin  und Kornbrände bekannt geworden ist. Der Adler-Gin begründete eine eigene Klasse in der Gin-Welt, den Berlin Dry Gin.
Im 20. und 21. Jahrhundert kamen mit Adler Wodka, dem Kurfürstlichen Magenbitter, Waldhimbeergeist etc. weitere Destillate sowie viele unterschiedliche Liköre wie Senf-, Ingwer-, Holunder- und Eierlikör auf den Markt.
Außerdem gibt es den Adler-Gin in von der KPM hergestellten Porzellan-Flaschen, die von der Designerin Trude Petri in den 1950er Jahren kreiert worden war.
Das Korn und Sanssouci-Liköre
In Kooperation mit der PSM betreibt Theo Ligthart seit 2008 das Kunstprojekt Das Korn.
Unter der Wortmarke Sanssouci werden Rosen-, Quitten-, Holunderblüten- und andere Aromen aus der eigenen Destillerie zu Likören verarbeitet und in einer von Bruni Glass in Italien speziell für diese Liköre entwickelten Designerflasche vertrieben. Auf den Etiketten der Likörserie sind Zeichnungen der Bachantinnen von der Fassade des Schlosses Sanssouci zu sehen.
Michelberger
In Kooperation mit der Michelberger-Hotelkette werden ein Kräutergeist und ein Kräuterlikör hergestellt und vertrieben.

## Museum
Eine Vielzahl an Gerätschaften ist im Originalzustand von 1874 erhalten. Zu den Besonderheiten gehört auch die von Ernst Dobislaw entwickelte Drogenduftorgel. Dabei handelt es sich um eine Sammlung von Duft- und Geschmacksstoffen aus Blüten, Kräutern, Wurzeln, Rinden und Samen, die für die Spirituosenherstellung genutzt werden. Weitere Originalgeräte aus der Geschichte der VLSF, wie der Vakuumdestillierapparat von 1952, kommen hinzu.
Alle musealen Einrichtungsgegenstände befinden sich in einem betriebsbereiten Zustand und werden sowohl für den Manufakturbetrieb als auch für Ausbildungszwecke benutzt.